# Andrzej Modliszewski
Andrzej Modliszewski herbu Łabędź (zm. przed 31 stycznia 1605 roku) – podstarości łomżyński, starosta łomżyński od 1581 roku.
Poseł ziemi łomżyńskiej na sejm 1581 roku, sejm 1582 roku.